# Hold It Don't Drop It
"Hold It, Don't Drop It" (Tiếng Việt: Ôm nó, đừng đánh mất nó) là một ca khúc được trình bày bởi ca sĩ người Mỹ Jennifer Lopez, trích từ album phòng thu thứ sáu của cô mang tên Brave (2007). Bài hát được viết bởi Lopez, Kevin Risto, Eva, Waynne Nugent, Allen Phillip Lees, Tawana Dabney, Janet Sewell, và Cynthia Lissette và được sản xuất bởi Midi Mafia. Ca khúc được viết dựa vào giai điệu bài hát của nhóm Tavares, "It Only Takes a Minute", viết bởi Dennis Lambert và Brian Potter. Ca khúc trở thành đĩa đơn thứ hai và đĩa đơn cuối cùng từ album Brave và được phát hành hạn chế vào mùa Thu 2011.

## Việc phát hành
Ca khúc được phát hành vào tháng 9 năm 2007 ở châu Âu và dần trở thành một ca khúc nổi bật trong các vũ trường. Ca khúc vươn lên vị trí quán quân trên bảng xếp hạng Hot Dance Club Play của Billboard trong thời gian "Do It Well" phát hành. Ca khúc chính thực trở thành đĩa đơn thứ hai trích từ album Brave vào tháng 1 năm 2008 tại Anh. Lopez đã trình bày ca khúc trong suốt quá trình thực hiện tour diễn của mình và trình diễn cùng "Do It Well" trong chương trình Good Morning America. Mặc dù giành nhiều khen ngợi từ các nhà phê bình nhưng việc quảng bá bài hát khá hạn chế vì cô đang trong quá trình mang bầu hai con của mình, ca khúc chỉ đứng tại vị trí 72 tại bảng xếp hạng UK Singles Chart chỉ tính về số lượng download trực tiếp, việc phát hành ca khúc các dạng đĩa khác đã bị hoãn lại. Ngược lại, ca khúc lại đứng ở những vị trí khá cao ở Đông Âu khi vươn lên vị trí 30 tại Nga, 70 tại Thổ Nhĩ Kỳ, 33 tại Hungary. Ngoài ra, ca khúc không được phát hành tại Hoa Kỳ.

## Đánh giá chuyên môn
Có rất nhiều ý kiến về "Hold It, Don't Drop It", nhưng chủ yếu là đánh giá tích cực. Tạp chí Blender đã đánh giá ca khúc 3/5 sao. Slant Magazine và cho ca khúc vào vị trí thứ 35 trong những ca khúc hay nhất năm 2007, nhận xét "một giọng hát quá tuyệt vời của Lopez, trở thành đĩa đơn của ca sĩ thành công nhất của năm." Digital Spy đã cho bài hát 4/5 sao, nhận xét "nó khá đậm nét, đột phá, mới mẻ khi cô trong vai của một diva Latin."

## Video ca nhạc
Ca khúc được quay vào ngày 16 tháng 11 năm 2007 và được đạo diễn bởi Melina Matsoukas. Ca khúc lần đầu trình chiếu vào ngày 4 tháng 12 năm 2007 trên kênh MTV châu Âu và MTV Thổ Nhĩ Kỳ. Trong khi quay video này, cô đang mang bầu.
Trong video, cô nhảy trong ánh sáng với một chiếc mũ. Cảnh tiếp theo là cô nhảy cùng đoàn vũ công của mình cùng một chiếc micro cổ. Cảnh thứ ba là cảnh cô ngồi trên một quả cầu disco với đôi môi màu bạc. Và cảnh cuối cùng là cảnh cô đang ngồi trên một chiếc ghế với những hạt đá quý đính trên mặt. Các cảnh phim ấy đều xen kẽ với nhau. Trong video, vì đang mang thai nên các động tác của cô thường ít và trang phụ thường khá thoải mái và không bó sát. Chủ yếu nhờ vào giai đoạn chỉnh sửa của ê-kíp.

## Xếp hạng
| Bảng xếp hạng (2007)               | Vị trí |
| ---------------------------------- | ------ |
| Global Dance Tracks                | 2      |
| Italian Singles Chart              | 2      |
| U.S. Billboard Hot Dance Club Play | 1      |
| Bảng xếp hạng (2008)               | Vị trí |
| Hungarian Airplay Chart            | 1      |
| UK Singles Chart                   | 72     |